# Durban, Gers
Durban är en kommun i departementet Gers i regionen Occitanien i sydvästra Frankrike. Kommunen ligger i kantonen Auch-Sud-Ouest som tillhör arrondissementet Auch. År 2022 hade Durban 136 invånare.

## Befolkningsutveckling
Antalet invånare i kommunen Durban
Referens:INSEE